# Madison (Nyugat-Virginia)
Madison város az USA Nyugat-Virginia államában, Boone megyében, melynek megyeszékhelye is . Lakosainak száma 2913 fő (2020. április 1.).

## Népesség
A település népességének változása:
| Lakosok száma | 295  | 3076 | 2913 |
|               | 1910 | 2010 | 2020 |